# Anchomanes abbreviatus
Anchomanes abbreviatus — многолетнее травянистое клубнелуковичное растение, вид рода Анхоманес (Anchomanes)семейства Ароидные (Araceae).

## Ботаническое описание
Клубень от более-менее шаровидного до полуцилиндрического, растущий вертикально, 1,5 см в диаметре, с толстыми мясистыми корнями 3—4 мм в диаметре.

### Листья
Черешок 25—120 см длиной, до 1 см и более  в диаметре, от зелёного до красновато-зелёного цвета, с серым оттенком, с зеленоватыми пятнами, с зеленовато-кремовыми шипами 1—5 мм длиной.
Листочки листовой пластинки 9—16 см длиной, 2—10 см шириной, блестящего тёмно-зелёного цвета.

### Соцветия и цветки
Цветоножка 30—90 см длиной, по цвету такая же, как и черешок, с шипами.
Покрывало от широко-овального до полукруглого, 5—13 см длиной, 2—8 см в диаметре, на вершине закруглённое или острое с заострённым кончиком, светло-зелёное, внутри фиолетово-красное у основания.
Початок цилиндрический, 3—8 см длиной, 0,8—2 см в диаметре, обычно короче покрывала. Мужская часть 1,5—3 см длиной, на вершине закруглённая; женская часть занимает более половины всей длины початка, 1,5—5 см длиной; тычинки кремовые, красновато-коричневые на вершине, 3,5 мм длиной, 2,2—2,5 мм шириной; пестик около 5 мм длиной, 3,5—6 мм в диаметре, широко-полуцилиндрический, сизо-фиолетовый; рыльце сидячее, круглое, беловатое, едва видимое, 1,5—2,5 мм в диаметре.

### Плоды
Плоды — эллипсоидные ягоды, 22 мм длиной, 16 мм в диаметре.
Семена полуэллипсоидные, 2,1 см длиной, 1,4 см в диаметре.

## Распространение
Встречается в вечнозелёных лесах в тропической Африке: от Кении до Танзании, на высоте до 800 м над уровнем моря.